# Eremisca laticerca
Eremisca laticerca är en tvåvingeart som beskrevs av Pavel Lehr 1987. Eremisca laticerca ingår i släktet Eremisca och familjen rovflugor.
Artens utbredningsområde är Mongoliet. Inga underarter finns listade i Catalogue of Life.